# Барсињан
Барсињан (фр. Barcugnan) насеље је и општина у јужној Француској у региону Миди Пирене, у департману Жерс која припада префектури Миранд.
По подацима из 2011. године у општини је живело 117 становника, а густина насељености је износила 12,84 становника/km². Општина се простире на површини од 9,11 km². Налази се на средњој надморској висини од 220 метара (максималној 311 m, а минималној 190 m).

## Демографија
| 1962. | 1968. | 1975. | 1982. | 1990. | 1999. | 2011. |
| ----- | ----- | ----- | ----- | ----- | ----- | ----- |
| 196   | 228   | 192   | 169   | 164   | 143   | 117   |

График промене броја становника у току последњих година